# بایل (کمون)
بایل (به فرانسوی: Bayel) یک کمون (فرانسه) در فرانسه است که در اوب واقع شده‌است. بایل ۲۳ کیلومتر مربع مساحت دارد ۱۸۱ متر بالاتر از سطح دریا واقع شده‌است.